# アルハザードの発狂
『アルハザードの発狂』（アルハザードのはっきょう、原題：英: Why Abdul Alhazred Went Mad）は、イギリスのSF愛好家D・R・スミスが1950年に発表した短編小説。経歴不詳の作者によるクトゥルフ神話作品で、『The Nekromantikon』1950年秋季号を初出とし、Crypt of Cthulhuの1988年ユール号に再掲された後、ケイオシアムから刊行されたThe Necronomiconに収録された。東雅夫は『クトゥルー神話事典』にて「アブドゥル・アルハザードが狂乱のうちに綴ったという、知られざる『ネクロノミコン』最終章の修正版と銘打たれた超異色作。クトゥルーやヨグ＝ソトースを生み出した（！）とされる<大いなるもの>を、ローマ軍の豪傑が、思いもよらぬ手段で滅ぼした顛末を描く。」と解説している。。
クトゥルフ神話作品において、架空の文献「ネクロノミコン」からの引用は頻出する。またネクロノミコンの中身を描いた作品もあり、本作もその一つである。作者は本名をドナルド・レイモンド・スミスといい、1917年生まれ。主に1940年代に英国のファンジンで活動していた。本作は青心社文庫のシリーズに正式収録されているが、クトゥルフ神話関連書籍・二次資料などではほとんど取り上げられることがない。
マルクス・アントニウスがアルプス山中で飢餓に遭った逸話を元ネタとしており、作中冒頭でも核心部はシェイクスピアの舞台劇の台詞として公共に知られていると説明がある。フィクションクトゥルフ神話のアルハザードと、現実のローマ史のアントニーについて、歴史の真実を暴くというような体裁をとっている。ダーレス神話の旧神vs旧支配者設定を採用し、さらに独自に突き進めている。

## 内容

### 著者
- アブドゥル・アルハザード - 狂えるアラブ人。クトゥルフ、ヨグ＝ソトース、<彼のもの>などを崇拝する。
- わたし - アルハザードは正気であったが最終章を書いたことで発狂したと主張する。アルハザードの狂気や主観を排除したと前置きして、最終章の修正版＝本作を発表する。

### 登場人物
- 「彼のもの」 - 偉大なるあまり名づけようもなきもの。万物の王アザトースと同格なる存在。ヨグ＝ソトースやクトゥルフよりも強大であり、彼らを産んだ親である。旧神によってアルプス山中の洞窟に封印された。あまりのおぞましさに、人間は視認しただけで死ぬ。
- マルクス・アントニウス - ローマの豪傑。飢餓状態でアルプスの<彼のもの>の洞窟に迷い込む。
- ユーピテル - ギリシャ語名：ゼウス。対等の者としてアントニウスの召喚に応じる。

### あらすじ
「大いなる彼のもの」は旧神によってアルプスの洞窟に流刑にされる。やがて人類の時代となり、飢餓に遭ったローマ軍が迷い入る。悪臭の漂う洞窟を前にして兵士達は皆怯えるも、ただ一人マルクス・アントニウスのみが入り込む。やがて雄叫びと悲鳴が上がり、洞窟の中からもがき合って戦う<彼のもの>とアントニウスが現れる。<彼のもの>は、兵士たちが直視しただけで絶命するほどのおぞましい姿をしていたが、アントニウスは猛然と攻め込む。劣勢の<彼のもの>は配下の邪神群を召喚して助けを求めるが、アントニウスが呼び出したユーピテルの雷光が彼らを追い払う。アントニウスは<彼のもの>を掴み上げ、焚き火へと放り込む。半ば炭と化した<彼のもの>の肉といまだ脈打つ心臓を、アントニウスは食らい滅ぼす。
己の信ずる神々が、たかが人間に敗北したことに、アルハザードは絶望し発狂した。

## 収録
- 『クトゥルー12』青心社、大瀧啓裕訳